# 古滕贝格 (莱茵兰-普法尔茨州)
古滕贝格是德国莱茵兰-普法尔茨州的一个市镇。总面积4.18平方公里，总人口957人，其中男性478人，女性479人（2011年12月31日），人口密度229人/平方公里。